# Isskiva

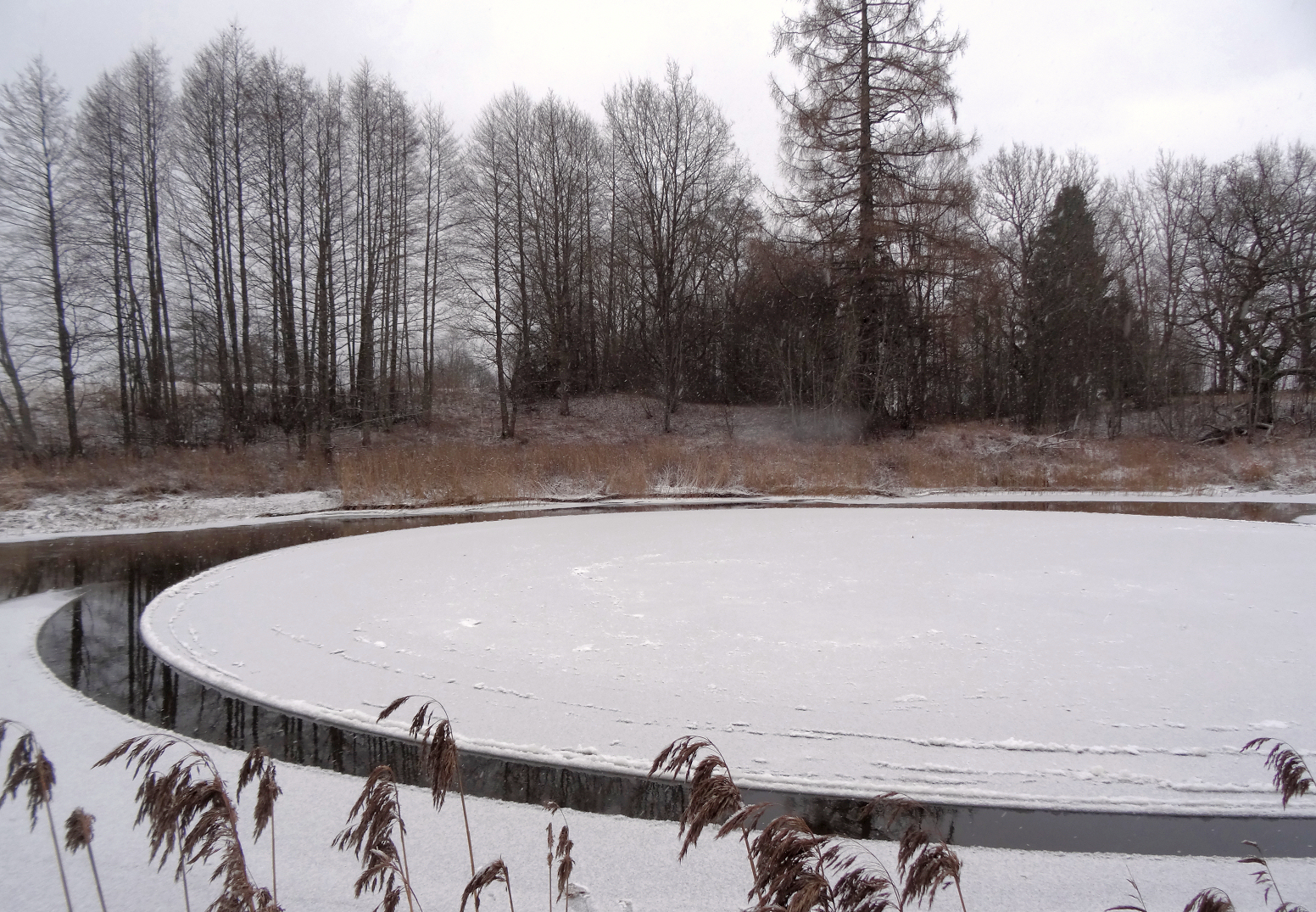
En isskiva i Estland.

Isskiva är ett naturfenomen som innebär att ett cirkelrunt isflak bildas i strömmande vatten. Isskivan ligger på samma plats och snurrar runt.

## Konstgjorda isskivor
Isskivor som har sågats ur is kallas iskaruseller. Den första kända iskarusellen sågades ur isen med hjälp av en motorsåg i Lojo i Finland av Janne Käpylehto år 2017 och roterades med en hjälp av en soldriven utombordsmotor.
I februari 2023 sågade Käpylehto och hans medarbetare en iskarusell ur isen i sjön Lappajärvi med en diameter på 516 m. Iskarusellen som anses vara världens största är nämnd i Guinness rekordbok. I april samma år skapade frivilliga i Madawaska i Maine i USA en ännu större iskarusell med en diameter på 540 meter. Rekordförsöken  registreras av World Ice Carousel Association och den största iskarusellen erhåller ett vandringspris.